# Lazăr al Serbiei
Ștefan Lazăr Hrebeljanovici (în sârbă Stefan Lazar Hrebeljanović, cu alfabetul chirilic: Стефан Лазар Хребељановић; n. 1329, Prilepac⁠(d), Provincia Autonomă Kosovo și Metohia, Serbia – d. 15 iunie 1389, Kosovo Field⁠(d), Districtul Uroševac, Kosovo), cunoscut de asemenea cu numele Țarul Lazăr (Цар Лазар) a fost un cneaz sârb din Evul Mediu, domnitor al Serbiei morave, o parte din fostul puternic Țarat Sârb sub domnia lui Ștefan cel Puternic. Lazăr a luptat în Bătălia de la Kosovo Polje cu o oaste de două ori mai mică din punct de vedere numeric decât cea a Imperiului Otoman și a murit, împreună cu cea mai mare parte din boierimea sârbească și Murad care în cele din urmă a dus la căderea Serbiei ca stat suveran. Evenimentele sunt considerate de o mare importanță pentru națiunea sârbă, iar cneazul este venerat ca un sfânt de Biserica Ortodoxă Sârbă și un erou în poezia epică sârbă.

## Bătălii
Prima sursă care menționează pătrunderea otomanilor pe teritoriul lui Lazăr este într-o cronică scrisă în 1381, când doi dintre supușii cneazului, Vitomir și Crep i-au învins pe turci în bătălia de la Dubravnița în apropierea orașului Paracin. După acest eveniment, nu s-a mai remarcat nici o ostilitate între Lazăr și turci până în 1386. Lazăr a adunat alți câțiva nobili sârbi, inclusiv Tvrtko, rege al Bosniei, iar în 1386 l-a înfrânt pe Timurtaș, generalul lui Murad, în bătălia de la Ploceanik, obligându-i pe otomani să se retragă la sud de Niș. În 1388, multe trupe sârbe au fost prezente în bătălia de la Bilecia, unde forțele aliate sârbo-bosniace i-au învins cu greu pe turci.

### Bătălia de la Kosovo Polje
Înaintea bătăliei, Lazăr a respins legământul de vasalitate și pace și a fost hotărât să lupte până la ultimul om, deoarece nu dorea să își trădeze poporul.
I-a blestemat pe toți sârbii care nu l-au ajutat să lupte împotriva turcilor cu așa numitul „Blestem de la Kosovo” înscris la Gazimestan (Calea războinicului), unde se presupune că ar fi murit, astăzi este un monument pentru sârbii care au luptat împotriva turcilor.

## Moștenire
El a fost inclus pe locul 9 în lista și cartea din 1993 a celor mai proeminenți 100 de sârbi (sârbă: 100 најзнаменитијих Срба). Cartea cu cele 100 de biografii a fost redactată de membri ai Academiei Sârbe de Științe și Arte și anume Sava Vuković, Pavle Ivić, Dragoslav Srejović, Dejan Medaković, Dragomir Vitorović, Zvonimir Kostić, Vasilije Krestić, Miroslav Pantić și Danica Petrović.